# イヌヨモギ
イヌヨモギ（犬蓬、学名:Artemisia keiskeana）は、キク科ヨモギ属の多年草。

## 特徴
地下茎は長く伸びない。茎は叢生（そうせい）し、花をつけないで先にロゼット状に葉をつける短茎と、花をつける長い花茎がある。
ロゼットの葉は広いさじ形で、長さ3-10cm、幅1.5-4cmになり、葉の先端は円頭、基部はくさび状になり葉柄に翼がある。葉の表面には微毛があって緑色、裏面には絹毛があって淡緑色になり、腺点があり、縁には大きな鈍鋸歯がある。一方、花茎は高さ30-80cmになり、葉は互生する。茎の中部につく葉はさじ形または倒卵形で長さ4.5-8.5cm、縁には大きな鋸歯がつき、裏面には綿毛が密生し白色を帯びる。花時には花茎の下部の葉は枯れる。
花期は8-10月。頭花は花茎に総状円錐花序に多数下向きにつける。頭花は幅3-3.5mmの球形で舌状花がなく筒状花のみで構成される。総苞片は3-4列、外片は長さ1mmと短く、中片と内片の縁は透明膜質になる。果実は無毛の痩果になり、狭倒卵形でやや扁平で長さは2mmになる。

## 分布と生育環境
温帯から暖帯に分布する。日本では、北海道、本州、四国、九州に分布し、やや乾いた丘陵に生育する。アジアでは、朝鮮、中国に分布する。

## ギャラリー
- 総苞片の中片と内片の縁は透明膜質になる。